# 奧尼西科韋 (克里韋奧澤羅區)
48°9′28″N 30°24′52″E / 48.15778°N 30.41444°E
奧尼西科韋（烏克蘭語：Ониськове），是烏克蘭的村落，位於該國南部尼古拉耶夫州，由克里韋奧澤羅區負責管轄，面積2.1平方公里，2001年人口556，人口密度每平方公里264.3人。